# 呉士連
呉 士連（ご しれん / ベトナム語: Ngô Sĩ Liên）は、黎聖宗代にベトナム王朝の編年体正史である『大越史記全書』を編纂した史官。15世紀にハノイ西部のチュオンドゥック郡（現ハノイ市チュオンミー県）に生まれ、93歳で没した。

## 経歴
若い頃に黎利の独立闘争に参加した後、黎太宗代になって進士の試験に合格し官人となった。黎聖宗代の光順年間になると黎聖宗は国史編修を命じ、国史院に勤める呉士連も編纂に参加した。しかし、編纂最中に父が死去し喪に服すため帰郷、いったん編纂作業から外れた。その間、国史院によって新たな正史が完成されて皇帝に上進された。
その後、呉士連は国史院に戻ると、陳朝期の黎文休が編纂した正史『大越史記』および黎朝仁宗期の潘孚先が編修した『大越史記続編』を基にして、本紀10巻、外紀5巻の計15巻から成る『大越史記全書』を自撰する。そして1479年（洪徳10年）に大越史記全書を黎聖宗に上進した。

## 死後
後年、国史院によって編纂された正史の方は散逸してしまい、呉士連自撰の『大越史記全書』が王朝の正史として扱われるようになり、後世、呉士連はベトナムを代表する歴史家の一人として評価されることとなる。